# 雜破業
雜破業（日语：／ Zappa Gō，1970年—），日本少年情色作家、小說家、漫畫原作者、編劇。男性。出身於大阪府。

## 概要
在擔任《Comic Hot Milk》的撰稿人後，1992年，當他還是關西大學的學生時，以《艾莉絲之城》（白夜書房）作為小說家出道。次年1993年，他出版了第一本書（法蘭西書院〈拿破崙文庫〉），一炮而紅。當前「少年情色」流派的先驅之一。
出道初期，他曾在〈拿破崙文庫〉發表過幾部作品，但他一開始就無法與編輯部就作品的走向達成一致，所以所有作品都由辰巳出版〈Neo Novels〉再版。
此後，他不再寫青少年色情作品，作為輕小說、遊戲、動畫等小說作家以及原作漫畫家而活躍。
目前主要從事動畫編劇和劇本統籌的工作。他擅長以美少女為主角的漫畫和輕小說，但近年來也負責將一般少年漫畫改編成電視動畫。

## 作品列表

### 少年情色小說
- 前、後篇（法蘭西書院〈拿破崙文庫〉→辰巳出版〈Neo Novels〉）
插畫：（拿破崙文庫版）、 NeWMeN（Neo Novels版）
1995年製作成OVA。由於動畫是在拿破崙文庫時代製作的，因此角色是基於的設計。基於這個原因，有些角色設計被改變，以避免錄倫（日语：日本ビデオ倫理協会）的不許可（因為它太少女了）。另外，和原作一樣，原計劃採前篇和後篇兩篇構成，但後篇的一些內容無法迴避視頻倫理的道德規範，所以不得不放棄後篇的視頻版，就以單卷形式發行。
- 少年注意報！ 前、後篇（法蘭西書院〈拿破崙文庫〉→辰巳出版〈Neo Novels〉）
插畫：（拿破崙文庫版）、 NeWMeN（Neo Novels版）
- （法蘭西書院〈拿破崙文庫〉→辰巳出版〈Neo Novels〉）
插畫：
- （法蘭西書院〈拿破崙文庫〉→辰巳出版〈Neo Novels〉）
插畫：水無月十三
一名熱愛遊戲的高中1年級男生在遊樂場遇到了一名看起來是5年級小學生的女生，很快地他們就開始了更深層的性體驗。當兩人因的第一學期和轉學而分開時，兩人第一次綁在一起。
- 前、後篇（辰巳出版〈Neo Novels〉）
插畫：
轉入Neo Novels後的第一部作品。
- （辰巳出版〈Neo Novels〉）
插畫：聖麗（日语：石川マサキ）
- （辰巳出版〈Neo Novels〉）
插畫：水無月十三
- Chain（辰巳出版〈Neo Novels〉）
插畫：鬼窪浩久
- I、II（KSS（日语：ケイエスエス） Novels）
插畫：A10（日语：不破大輔）—初版標題：，初版插畫：百濟内創（日语：葉月京），初版雜誌：Coremagazine（日语：コアマガジン）《Hot Milk（日语：コミックホットミルク）》、《Mega Cube》
- 家庭教師 Secret Lesson（KSS Novels）
插畫：A10—初版插畫：MEE（日语：MEE），初版雜誌：富士美出版（日语：富士美出版）《Candy Time》
該作品於1999年秋天連載，但由於《Neo Novels》停刊，由《KSS Novels》出版。
- 前、後篇（Coremagazine〈HOT MILK NOVELS〉）
插畫：
《HOT MILK NOVELS》2000年出版的就只有這兩本書，本質上就是一個雜破業專屬的標記。

### 一般小說
- 蓬萊學園（日语：蓬莱学園）系列（富士見書房，〈富士見Fantasia文庫〉，小說化）
  - （1996年3月）中
  - （1996年9月）中
  - （1997年9月）中
- （富士見書房，〈富士見Mystery文庫〉）
  - （2001年2月）
  - （2001年11月）
  - （2003年3月）
- （富士見書房，DRAGON MAGAZINE（日语：ドラゴンマガジン）增刊《Fantasia Battle Royal》2002年秋季號）—插畫：貓月戒時（日语：猫生いづる）
- 拜託了☆老師（ASCII Media Works，〈電擊文庫〉，小說化，2003年3月）[注 3]
- 拜託了☆雙子星（ASCII Media Works，〈電擊文庫〉，小說化）[注 3]
  1. 一人與二人（2003年11月）
  2. 二人與一人（2004年5月）
- MOUSE the novel（富士見書房，小說化，原作：赤堀悟，2003年1月）
- 我的裘可妹妹 ～Four Seasons～（Media Factory，〈MF文庫J〉，2006年6月）
- 萌系參考書系列 Metto。[瘦身篇]（Metto製作委員會 編，enterbrain，2006年12月）

### 漫畫

#### 連載
- SECRET PLOT（作畫：NeWMeN）[注 4]
- 我的裘可妹妹（作畫：竹內櫻。也負責電視動畫的劇本統籌、編劇）
- 靈異情人（日语：ツイてるカノジョ）（作畫：藤真拓哉）
- 菜鳥魔法使（日语：魔法使いのたまごたち）
- 超S未婚妻（日语：どみなのド!）（作畫：目黑三吉（日语：目黒三吉））
- 喵少女！（作畫：井冬良）
- SECRET JOURNEY

#### 短篇
- Junky Teacher（作畫：NeWMeN，《COMIC Be太郎》Vol.1，茜新社，1994年）
- （作畫：川本貴裕，Young Animal增刊《樂園》Vol.1，白泉社，1997年）
- （作畫：川本貴裕，《Young Animal》No.15，白泉社，1997年）
- WILD JAM（作畫：NeWMeN，《快樂天 星組（日语：COMIC快楽天）》Vol.7，WANI MAGAZINE（日语：ワニマガジン），1999年）
- 精液便所（作畫：NeWMeN，《快樂天 星組》Vol.10，WANI MAGAZINE，2000年）
- 麗腳奴隸（作畫：NeWMeN，《快樂天 星組》Vol.11，WANI MAGAZINE，2000年）
- 封淫（作畫：NeWMeN，《快樂天 星組》Vol.12，WANI MAGAZINE，2000年）
- 奴隸女教師（作畫：NeWMeN，《ZetuMan》11月號，笠倉出版社（日语：笠倉出版社），2000年）
- （作畫：亞櫻丸（日语：亜桜まる）《Young Animal嵐（日语：ヤングアニマル嵐）》Vol.14，白泉社，2003年）
- （作畫：藤真拓哉，《Young Animal嵐》Vol.3，白泉社，2006年）
- （作畫：藤真拓哉《Young Animal Island（日语：ヤングアニマルあいらんど）》No.5，白泉社，2006年）

### 動畫
粗體字表示劇本統籌作品。
2006年
- 我的裘可妹妹（編劇（全話））

2007年
- Myself ; Yourself（編劇（全話））

2008年
- 戀姬†無雙（編劇（全話））

2009年
- 真·戀姬†無雙（編劇（全話））

2010年
- 真·戀姬†無雙 ～少女大亂～（編劇（全話））

2011年
- 架向星空之橋（編劇（全話））

2012年
- 戰國Collection（編劇）
- 其中1個是妹妹！（編劇（全話）[3]）
- 遊☆戲☆王ZEXAL II（—2014年，編劇）

2013年
- 絕對防衛利維坦（編劇）
- 歸宅部活動記錄（編劇[4]）

2014年
- 魔劍姬！通（編劇）
- 遊☆戲☆王ARC-V（編劇）

2015年
- 偵探歌劇 少女福爾摩斯 TD（編劇）
- 偶像大師 灰姑娘女孩（編劇）
- VENUS PROJECT -CLIMAX-（編劇）
- 女武神驅動 -美人魚-（編劇）

2016年
- 線上遊戲的老婆不可能是女生？（編劇）[5]

2017年
- AKIBA'S TRIP -THE ANIMATION-（編劇）
- TRICKSTER -來自江戶川亂步「少年偵探團」-（日语：TRICKSTER -江戸川乱歩「少年探偵団」より-）（編劇）
- 情色漫畫老師（編劇）
- 戰鬥女子學園（編劇）
- 天使的3P！（編劇[6]）
- 調教咖啡廳（編劇）

2018年
- 沒有心跳的少女 BEATLESS（編劇）
- 星光頻道（編劇）
- 魯邦三世 PART5（編劇）

2019年
- 交鋒聯盟 Gear Gadget Generators（日语：ファイトリーグ）（編劇）
- 我們真的學不來！（編劇）
- 賢者之孫（編劇）
- 拳願阿修羅（編劇）
- 籃球少年王[7]（—2020年，編劇）
- 神田川JET GIRLS（編劇）

2020年
- 貓娘樂園（編劇）
- 奇幻☆怪盜？（編劇）
- 憂國的莫里亞蒂[注 5]（編劇）
- D4DJ First Mix（編劇）
- 總之就是很可愛（編劇）

2021年
- 現實主義勇者的王國重建記[注 6]（—2022年）[8]

2022年
- D4DJ Double Mix
- LUPIN ZERO（—2023年，企劃協力）

2023年
- D4DJ All Mix（編劇）
- 16bit的感動 ANOTHER LAYER（編劇）

### CD
- HCD 我的裘可妹妹（2004年，Marine ENTERTAINMENT（日语：マリン・エンタテインメント））編劇
- 廣播劇CD 外星寶貝（日语：うりポッ）（2007年，Frontier Works）編劇
- 電視動畫《其中1個是妹妹！》角色歌曲 vol.1～6（日语：この中に1人、妹がいる!のディスコグラフィ#キャラクターソング）（2012年，Lantis）短篇獨角戲編劇
- 電視動畫《其中1個是妹妹！》廣播劇CD 夏天多少一定會有回憶！（日语：この中に1人、妹がいる!のディスコグラフィ#ドラマCD）（2012年，Lantis）編劇

### 遊戲
- 屍體派對 -THE ANTHOLOGY- 幸子的戀愛遊戲♥ Hysteric Birthday 2U（PSP版，2012年8月）
- 戀姫†演武（街機版，2014年）

## 訪談
- 《GOD HAND X 變態們的言語》，GOD HAND（日语：GOD HAND），2004年12月
- 《Comic Hot Milk（日语：コミックホットミルク）》2000年9月號
- 《電視動畫戀姬†無雙視覺指南書》，JIVE，2008年12月
- 《Otona Anime（日语：オトナアニメ）》Vol.25，2012年7月
- 《週刊ASCII（日语：週刊アスキー） 秋葉原限定版》2012年8月31日發佈

## 腳註

## 相關項目
- 日本小說家列表（日语：日本の小説家一覧）
- 官能小說家列表（日语：官能小説家一覧）
- 輕小說作家列表（日语：ライトノベル作家一覧）

## 外部連結
- （日語）—雜破業的官方個人網站。
- 雜破業的X（前Twitter） （日語）
- （日語）（訪談中還有雜破業的訪談）